# La Dominelais
La Dominelais [la dɔminlɛ] est une commune française située dans le département d'Ille-et-Vilaine, en région Bretagne.

## Géographie

### Situation
| La Noë-Blanche          | Bain-de-Bretagne        |                                 |
| Sainte-Anne-sur-Vilaine | La Dominelais           | Grand-Fougeray                  |
|                         | Mouais Loire-Atlantique | Sion-les-Mines Loire-Atlantique |

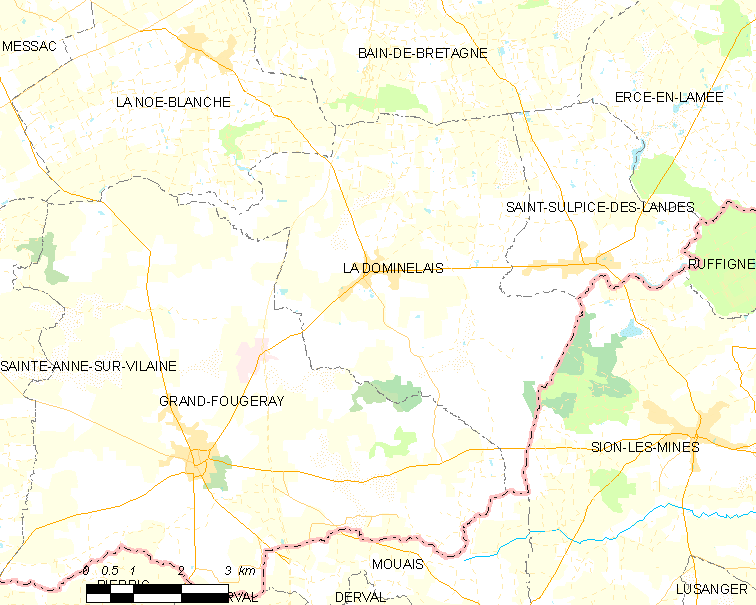
Carte de la commune.

La commune est située dans la partie sud-ouest du département d'Ille-et-Vilaine.

### Géologie
Les schistes ordoviciens présents dans la commune ont conservé une douzaine d'espèces fossiles de trilobites.

### Hydrographie
Pour un article plus général, voir Réseau hydrographique d'Ille-et-Vilaine.
La commune est située dans le bassin Loire-Bretagne. Elle est drainée par l'Aron, le Gras, la Planche Cleuze, le Grand Gué, le Poncet, le ruisseau de la Lande de la bonne fontaine, le ruisseau de la Primaudais, le ruisseau des Prés de la haute ville, les Fosses, les Prés de la Haute Vill et les Rivières,,.
L'Aron, d'une longueur de 26 km, prend sa source dans la commune de Teillay et se jette  dans la Chère à Mouais, après avoir traversé huit communes. 
Le Gras, d'une longueur de 12 km, prend sa source dans la commune de La Noë-Blanche et se jette  dans la Vilaine à Sainte-Anne-sur-Vilaine, après avoir traversé quatre communes. 

### Climat
Pour des articles plus généraux, voir Climat de la Bretagne et Climat d'Ille-et-Vilaine.
En 2010, le climat de la commune est de type climat océanique franc, selon une étude du CNRS s'appuyant sur une série de données couvrant la période 1971-2000. En 2020, Météo-France publie une typologie des climats de la France métropolitaine dans laquelle la commune est exposée à un climat océanique et est dans la région climatique  Bretagne orientale et méridionale, Pays nantais, Vendée, caractérisée par une faible pluviométrie en été et une bonne insolation. Parallèlement l'observatoire de l'environnement en Bretagne publie en 2020 un zonage climatique de la région Bretagne, s'appuyant sur des données de Météo-France de 2009. La commune est, selon ce zonage, dans la zone « Sud Est », avec des étés relativement chauds et ensoleillés.  
Pour la période 1971-2000, la température annuelle moyenne est de 11,8 °C, avec une amplitude thermique annuelle de 13,3 °C. Le cumul annuel moyen de précipitations est de 747 mm, avec 12,3 jours de précipitations en janvier et 6,3 jours en juillet. Pour la période 1991-2020, la température moyenne annuelle observée sur la station météorologique la plus proche, située sur la commune de La Noë-Blanche à 6 km à vol d'oiseau, est de 12,2 °C et le cumul annuel moyen de précipitations est de 780,5 mm,. Pour l'avenir, les paramètres climatiques de la commune estimés pour 2050 selon différents scénarios d'émission de gaz à effet de serre sont consultables sur un site dédié publié par Météo-France en novembre 2022.

## Urbanisme

### Typologie
Au 1er janvier 2024, La Dominelais est catégorisée commune rurale à habitat dispersé, selon la nouvelle grille communale de densité à sept niveaux définie par l'Insee en 2022.
Elle est située hors unité urbaine. Par ailleurs la commune fait partie de l'aire d'attraction de Rennes, dont elle est une commune de la couronne,. Cette aire, qui regroupe 183 communes, est catégorisée dans les aires de 700 000 habitants ou plus (hors Paris),.

### Occupation des sols
L'occupation des sols de la commune, telle qu'elle ressort de la base de données européenne d'occupation biophysique des sols Corine Land Cover (CLC), est marquée par l'importance des territoires agricoles (95,3 % en 2018), en diminution par rapport à 1990 (96,6 %). La répartition détaillée en 2018 est la suivante : 
zones agricoles hétérogènes (57,2 %), terres arables (34,7 %), prairies (3,4 %), zones urbanisées (1,8 %), forêts (1,8 %), mines, décharges et chantiers (1,1 %). L'évolution de l'occupation des sols de la commune et de ses infrastructures peut être observée sur les différentes représentations cartographiques du territoire : la carte de Cassini (XVIIIe siècle), la carte d'état-major (1820-1866) et les cartes ou photos aériennes de l'IGN pour la période actuelle (1950 à aujourd'hui).

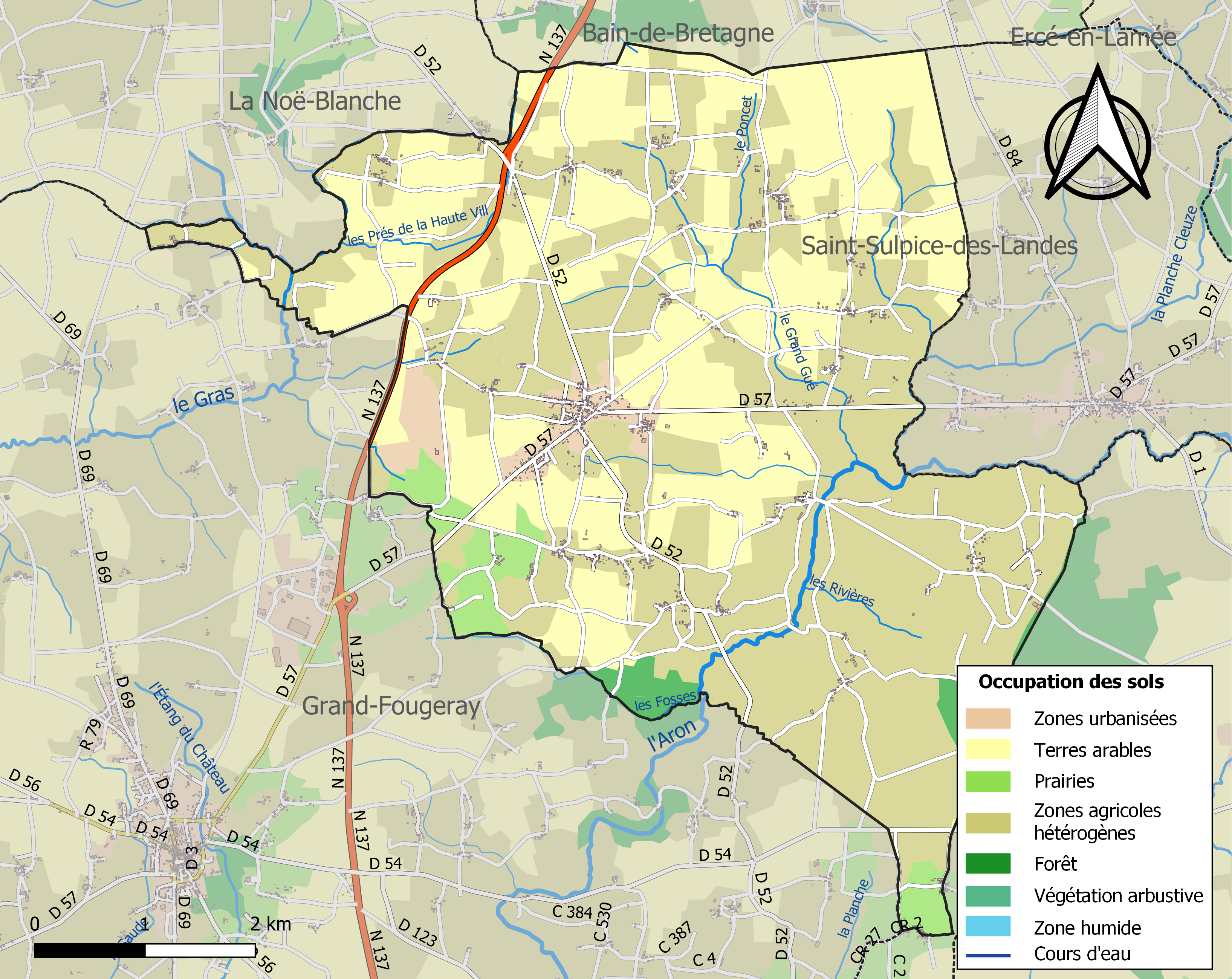
Carte des infrastructures et de l'occupation des sols de la commune en 2018 (CLC).

## Toponymie
Le nom de la localité est attesté sous la forme La Dominelaye en 1466.
En gallo, le nom de la commune est La Domainelae prononcé [ladɔmɛnlɑ].

## Histoire

### La fin duXIXesiècleet leXX

#### L'indépendance de la commune
La commune indépendante de La Dominelais a été créée en 1880.
1er maire François Tourillon de 1880 à 1911.L'église Saint-Nicolas a été construite en 1677.

#### La Belle Époque
Une ligne de tramway des TIV (Transports d'Ille-et-Vilaine) allant de Rennes au Grand-Fougeray en passant par Chartres, Noyal-sur-Seiche, Pont-Péan, Orgères, Chanteloup, Le Sel, Saulnières, Pancé, Bain et La Dominelais fut construite à partir de 1909 ; mise en service en 1910, la ligne était longue de 64 km ; elle ferma en 1937 ; les tramways y circulaient à environ 25 km/h.

## Politique et administration
| Période                                  | Période   | Identité               | Étiquette | Qualité                 |
| ---------------------------------------- | --------- | ---------------------- | --------- | ----------------------- |
| 1880                                     | 1911      | François Tourillon     |           |                         |
| Les données manquantes sont à compléter. |           |                        |           |                         |
| ?                                        | mars 1977 | Jacques Jouadé         |           |                         |
| mars 1977                                | mars 1983 | Pierre Tessier         |           | Cultivateur             |
| mars 1983                                | mars 2001 | Serge Amossé           |           | Professeur              |
| mars 2001                                | mars 2014 | Marie-Françoise Dubois | DVD       | Assistante de direction |
| mars 2014                                | En cours  | Jean-Éric Berton       | SE        | Ingénieur               |
| Les données manquantes sont à compléter. |           |                        |           |                         |

## Démographie
L'évolution du nombre d'habitants est connue à travers les recensements de la population effectués dans la commune depuis 1881. Pour les communes de moins de 10 000 habitants, une enquête de recensement portant sur toute la population est réalisée tous les cinq ans, les populations de référence des années intermédiaires étant quant à elles estimées par interpolation ou extrapolation. Pour la commune, le premier recensement exhaustif entrant dans le cadre du nouveau dispositif a été réalisé en 2004.

En 2022, la commune comptait 1 414 habitants, en évolution de +3,44 % par rapport à 2016 (Ille-et-Vilaine : +5,46 %, France hors Mayotte : +2,11 %).
| 1881  | 1886  | 1891  | 1896  | 1901  | 1906  | 1911  | 1921  | 1926  |
| ----- | ----- | ----- | ----- | ----- | ----- | ----- | ----- | ----- |
| 1 551 | 1 568 | 1 599 | 1 621 | 1 554 | 1 573 | 1 528 | 1 264 | 1 231 |

| 1931  | 1936  | 1946  | 1954 | 1962 | 1968 | 1975 | 1982 | 1990 |
| ----- | ----- | ----- | ---- | ---- | ---- | ---- | ---- | ---- |
| 1 190 | 1 174 | 1 053 | 993  | 927  | 887  | 806  | 796  | 829  |

| 1999 | 2004  | 2006  | 2009  | 2014  | 2019  | 2022  | - | - |
| ---- | ----- | ----- | ----- | ----- | ----- | ----- | - | - |
| 906  | 1 083 | 1 169 | 1 220 | 1 326 | 1 396 | 1 414 | - | - |

## Lieux et monuments

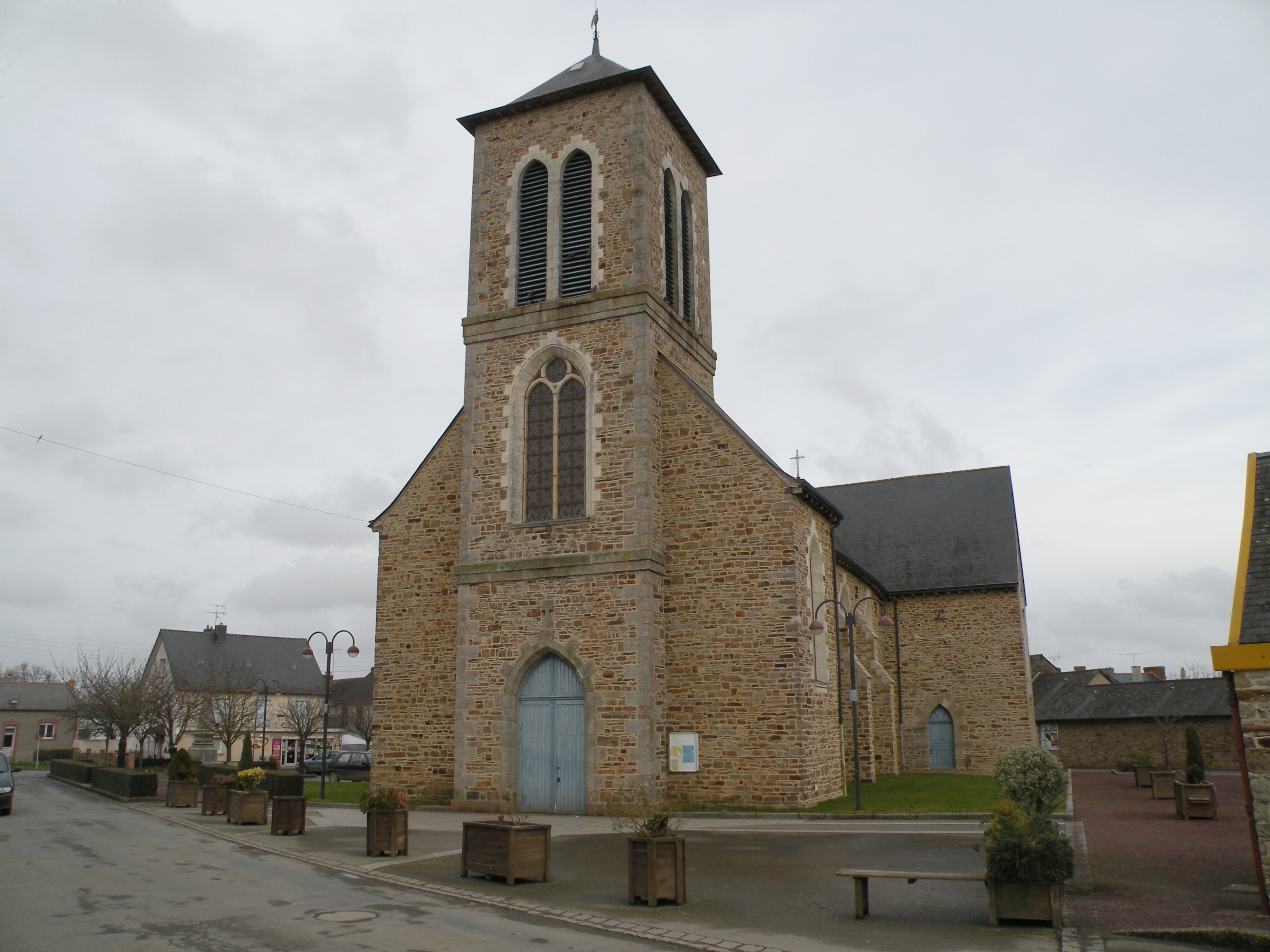
L'église.

- Église Saint-Nicolas, construite en 1866[36].
- Étang du bois des Arches, un des principaux étangs oligodystrophes d'Ille-et-Vilaine[37].